# Cyatholaimus scarratti
Cyatholaimus scarratti is een rondwormensoort uit de familie van de Cyatholaimidae. De wetenschappelijke naam van de soort is voor het eerst geldig gepubliceerd in 1961 door Inglis.